# La punta del diablo
La punta del diablo és una pel·lícula argentino-uruguaiana de 2005. Dirigida per Marcelo Pavan, és un drama protagonitzat per Manuel Callau, Romina Paula, Lautaro Delgado i Axel Pauls.

## Sinopsi
Roberto (Callau), un reeixit neurocirurgià argentí enfront de l'autodiagnòstic irreversible d'un tumor cerebral, emprèn un viatge per a aïllar-se dels seus afectes i les seves ocupacions. Quan María (Romina Paula) es creua en el seu camí, la confon amb una antiga pacient seva. La segueix fins al desolat poble de pescadors de Punta del Diablo, a l'Uruguai; però allí, el seu buscat aïllament es complica per la presència de la parella de María i Franco (Delgado), els qui de poc, i malgrat la resistència de Roberto, ho van connectant amb la vida i la incertesa del seu pronòstic.

## Repartiment
- Manuel Callau - Roberto
- Romina Paula - María
- Lautaro Delgado- Franco
- Axel Pauls - Axel
- Prakriti Maduro - Ana
- Claudio Corbelli - Conductor

## Premis
- XIII Mostra de Cinema Llatinoamericà de Lleida (2007): millor director.[4]